# Francis Walmsley
Francis Joseph Walmsley (ur. 9 listopada 1926 w Londynie, zm. 26 grudnia 2017) – brytyjski biskup rzymskokatolicki, w latach 1979–2002 ordynariusz polowy Wielkiej Brytanii. 

## Życiorys
Święcenia kapłańskie przyjął 30 maja 1953 w archidiecezji Southwark. 8 stycznia 1979 papież Jan Paweł II mianował go ordynariuszem polowym i zarazem biskupem tytularnym Tamalluma. Sakry udzielił mu 22 lutego 1979 Gerard William Tickle, jego poprzednik na stanowisku zwierzchnika duszpasterstwa wojskowego. 7 marca 1998 zrezygnował ze stolicy tytularnej, co było odbiciem szerszej tendencji w całym Kościele, aby traktować ordynariuszy polowych na równi z biskupami diecezjalnymi, którzy nie korzystają ze stolic tytularnych. W listopadzie 2001 osiągnął biskupi wiek emerytalny (75 lat) i złożył rezygnację z urzędu ordynariusza polowego, która została przyjęta z dniem 24 maja 2002. Od tego czasu pozostawał biskupem seniorem ordynariatu.